# Anželika Savrajuk
Anželika Víktorivna Savrajuk (in ucraino Анжеліка Вікторівна Савраюк?; in russo Анжелика Ви́кторовна Савраюк?, Anželika Víktorovna Savrajuk; Luc'k, 23 agosto 1989) anche nota con le grafie Anzhelika o Angelica Savrayuk, è un'ex ginnasta ritmica italiana d'origine ucraina, campionessa mondiale a squadre della specialità nel 2009, 2010 e 2011 e bronzo olimpico a Londra nel 2012.
Ha svolto la sua attività agonistica nel Centro Sportivo Aeronautica Militare, forza armata nella quale ricopre il grado di primo aviere scelto.

## Biografia
Venuta in Italia, dapprima ha fatto parte della Società Ginnastica Fontivegge di Perugia, partecipando come individualista a diverse gare di livello nazionale e non solo.
Successivamente è passata alla Società Petrarca di Arezzo e poi, dietro consenso di Marina Piazza, Direttrice Tecnica Nazionale, è entrata a far parte della squadra nazionale di ginnastica ritmica dopo aver ottenuto la cittadinanza italiana nel 2007.
Si è ritirata dall'attività agonistica nel settembre 2012.
A marzo 2014 le fu conferita l'onorificenza di Cavaliere al Merito della Repubblica italiana, per la medaglia di bronzo conquistata a Londra 2012.

## Risultati agonistici
2007
- Coppa del Mondo a San Pietroburgo (Russia): medaglia d'oro nella classifica generale e 2 argenti di specialità.
- Coppa del Mondo a Portimão (Portogallo).
- Coppa del Mondo a Genova: medaglia d'oro nella classifica generale e 2 argenti di specialità.
- Coppa del Mondo a Tel Aviv (Israele): medaglia d'argento.
- Torneo internazionale a Conversano (Italia): medaglia d'oro.
- Mondiali a Patrasso (Grecia): medaglia d'argento nella classifica generale e 2 argenti di specialità.
- Preolimpica a Pechino (Cina): medaglia d'argento nella classifica generale e 2 argenti di specialità.
- Premiata “Ginnasta dell'Anno 2007”  dalla Regione Toscana.

2008
- Coppa del Mondo a Kiev (Ucraina): medaglia d'oro nella classifica generale e 1 argento di specialità.
- Coppa del Mondo a Portimao (Portogallo): medaglia di bronzo di specialità.
- Coppa del Mondo a Minsk (Bielorussia): medaglia d'argento e 2 bronzi.
- Torneo internazionale a Conversano (Italia): medaglia d'oro.
- Europei a Torino (Italia): 1 oro (funi), 2 argenti (cerchi e clavette) e 1 bronzo (concorso generale).
- Torneo internazionale a Follonica (Italia): medaglia d'oro.
- Olimpiadi di Pechino (Cina): 4º posto.

2009
- Coppa del Mondo a Sanpietroburgo: 3 argenti (concorso generale, cinque cerchi, tre nastri e due funi)
- Coppa del Mondo a Pesaro: 3 ori (concorso generale, cinque cerchi, tre nastri e due funi)
- Coppa del Mondo a Minsk:  2 argenti (concorso generale, cinque cerchi), 1 bronzo (tre nastri e due funi)
- Mondiali a Mie (Giappone): 2 ori (concorso generale, nastri e funi) e 1 argento (cinque cerchi).

2010
- Coppa del Mondo a Portiamo (Portogallo): 1 oro (tre nastri e due funi) e 2 argenti (concorso generale, cinque cerchi), medaglia d'oro
- Coppa del Mondo a Kalamata (Grecia): 2 ori (concorso generale, cinque cerchi) e 1 argento (tre nastri e due funi)
- Europei a Brema (Germania): 2 argenti (concorso generale, tre nastri e due funi) e 1 bronzo (cinque cerchi)
- Coppa del Mondo a Pesaro (Italia): 3 ori (concorso generale, cinque cerchi, tre nastri e due funi)
- Mondiali a Mosca (Russia): 1 oro (concorso generale), 2 argenti (cinque cerchi, tre nastri e due funi)

2011
- Coppa del Mondo a Pesaro (Italia): 1 oro (cinque palle), 1 argento (classifica generale), 1 bronzo (tre nastri e due cerchi)
- Coppa del Mondo a Portiamo (Portogallo): 2 argenti (classifica generale, tre nastri e due cerchi), 1 bronzo (cinque palle)
- Coppa del Mondo a Kiev (Ucraina): 2 ori (classifica generale, tre nastri e due cerchi), 1 argento (cinque palle)
- Torneo Internazionale a Cagliari (Italia): 1 oro (classifica generale), 2 argenti (cinque palle, tre nastri e due cerchi)
- Coppa del Mondo a Sofia (Bulgaria) 1 argento (tre nastri e due cerchi)
- Mondiali a Montpellier (Francia): 1 oro (concorso generale), 2 argenti (cinque palle, tre nastri e due cerchi)

2012
- Coppa del Mondo a Kiev (Ucraina): 1 oro (classifica generale), 2 bronzi (cinque palle, tre nastri e due cerchi)
- Coppa del Mondo a Pesaro: 1 oro (tre nastri e due cerchi), 1 argento (classifica generale), 1 bronzo (cinque palle)
- Coppa del Mondo a Sofia: 3 argenti (classifica generale, cinque palle, tre nastri e due cerchi)
- Europei a Nizhny Novgorod: 2 bronzi (classifica generale, tre nastri e due cerchi)
- Coppa del Mondo a Minsk: 2 bronzi (cinque palle, tre nastri e due cerchi)
- Olimpiadi di Londra: 1 bronzo